# Гистохимия
Гистохимия, раздел гистологии, изучающий локализацию различных химических веществ и продуктов их метаболизма в тканях. Некоторые методы окрашивания позволяют выявлять в клетках те или иные химические вещества. Возможно дифференциальное окрашивание жиров, гликогена, нуклеиновых кислот, нуклеопротеинов, определенных ферментов и других химических компонентов клетки. Вклад гистохимии в изучение химического состава тканей постоянно возрастает. Подобраны красители, флуорохромы и ферменты, которые можно присоединить к специфическим иммуноглобулинам (антителам) и, наблюдая связывание этого комплекса в клетке, идентифицировать клеточные структуры. Эта область исследований составляет предмет иммуногистохимии. Использование иммунологических маркеров в световой и электронной микроскопии способствует расширению знаний о биологии клетки, а также повышению точности медицинских диагнозов.